# Serenity (album)
A Serenity a Kotipelto nevű finn power metal együttes harmadik nagylemeze.
2007-ben került a piacra, a rajta található összes számot Timo Kotipelto írta. Megjelenésére a Stratovariuson belüli, a zenekar újraegyesülése óta tapasztalható belső feszültségek adtak lehetőséget. Amíg ezek nem voltak nyilvánosak, több kritikus is megkérdőjelezte az album létjogosultáságát, mondván kevesebb mint egy éven belül várható az új Strato lemez, így fölösleges megjelentetni egy ahhoz hasonló Kotipelto albumot is. A Stratovarius 2008-as második válsága aztán végül magyarázatul szolgált mind Kotipelto, mind pedig a gitáros Timo Tolkki 2007-es, illetve 2008-as szólóalbumaira.
Az album kiadását egy kislemez előzte meg, amely Sleep Well címmel jelent meg 2006-ban.

## A lemez tartalma
- 1. Once upon a Time – 03:20
- 2. Sleep Well – 04:15
- 3. Serenity – 03:31
- 4. City of Mysteries – 04:19
- 5. King Anti-Midas – 04:06
- 6. Angels Will Cry – 03:56
- 7. After the Rain – 03:54
- 8. Mr. Know-It-All – 05:19
- 9. Dreams and Reality – 04:26
- 10. Last Defender – 08:17

## A zenekar felállása
- Timo Kotipelto (ének)
- Tuomas Wainölä (gitár)
- Lauri Porra (basszusgitár)
- Janne Wirman (billentyűk)
- Mirka Rantanen (dobok)